# El Tejocote, Temamatla
El Tejocote, även Colonia Jesús Estudillo L., är en ort i Mexiko, tillhörande kommunen Temamatla i delstaten Mexiko. El Tejocote ligger i den centrala delen av landet och tillhör Mexico Citys storstadsområde. Orten hade 177 invånare vid folkmätningen 2010.